# Бауманова капсула
Бауманова капсула,  капсула гломерула или гломеруларна капсула јесте почетни, проширени део бубрежног нефрона.  То је пехараста врећица у којој је смештен скуп капилара који се називају гломерул. Бауманова капсула заједно са гломерулом чине бубрежно тело. Налази се на почетку тубуларне компоненте нефрона у бубрегу сисара и обавља први корак у филтрацији крви да би се формираола мокраћа. Течности из крви у гломерулу се сакупља у Боумановој капсули.

## Историја
Бауманову капсула  је добила име по сер Вилијаму Бауману (1816–1892), британском хирургу и анатому. Међутим, темељну микроскопску анатомију бубрега, укључујући нефронску капсулу, први је описао украјински хирург и анатом из Руске империје, проф. Александар Шумлански (1748–1795), у својој докторској тези „О структури бубрега“ из 1782.  године (на латинском); дакле, много пре Баумана.

## Грађа
Са спољашње стране Бауменове капсуле постоје два "пола" или стране:
- Васкуларни пол, полус васцуларис —  јесте спољашња  страна са аферентном артериолом и еферентном артериолом.

- Уринарни стуб, полус уринариу —  јесте спољађња страна са проксималним увијеним тубулом.

Унутар капсуле, слојеви су следећи (од споља ка унутра):  
- Паријетални слој —  један је од слојева који је грађен од једноставног сквамозног епитела. Не функционише у филтрацији.

- Бауманов простор (или „уринарни простор“, или „капсуларни простор“) — јесте ппростор који се налази између висцералног и паријеталног слоја, и у који филтрат улази након проласка кроз филтрационе прорезе.[3]

- Висцерални слој — који лежи непосредно изнад задебљане базалне мембране гломерула и изграђен је од подоцита. Испод висцералног слоја леже гломеруларни капилари.

- Филтрациона баријера —  се састоји од фенестрираног ендотела гломеруларних капилара, спојених базалном ламином ендотелних ћелија и подоцита и филтрационих прореза подоцита. Баријера дозвољава пролазак воде, јона и малих молекула из крвотока у Бауманов простор. Баријера спречава пролаз великих и/или негативно наелектрисаних протеина (као што је албумин). Базална плоча филтрационе баријере се састоји од три слоја. Први слој је ламина рара екстерна, поред подоцитних процеса. Други слој је ламина рара интерна, поред ендотелних ћелија. Завршни слој је ламина денса која је тамнија централна зона базалне ламине. Састоји се од мреже колагена типа 4 и ламинина који делују као селективни макромолекуларни филтер.

## Функција
Процес филтрације крви у Баумановој капсули је ултрафилтрација (или гломеруларна филтрација), а нормална брзина филтрације је 125 мл/мин, што је еквивалентно 80 пута дневном волумену филтрације крви  (укључујући гломерул).
Било који протеин испод отприлике 30 килодалтона може слободно да прође кроз мембрану, иако постоји нека додатна препрека за негативно наелектрисане молекуле због негативног наелектрисања базалне мембране и подоцита.
Било који мали молекул као што су вода, глукоза, кухињска со, аминокиселине и уреа слободно пролазе у Бауманов простор, али ћелије, тромбоцити и велики протеини не.
Као резултат тога, настаје филтрат који излази из капсуле. Ин је веома сличан крвној плазми (филтрат или гломеруларни филтрат а састоји се од крвне плазме минус протеина плазме (садржи све компоненте крвне плазме осим протеина) по саставу док прелази у проксимални извијен тубул. 

## Клинички значај
Бројне болести могу довести до различитих проблема у гломерулу. Примери укључују:
- акутни пролиферативни (ендокапиларни) гломерулонефритис,
- мезангиопролиферативни гломерулонефритис,
- мезангиокапиларни (мембранопролиферативни) гломерулонефритис,
- акутни полумесечасти гломерулонефритис,
- фокални сегментални гломерулонефритис.

Мерење брзине гломеруларне филтрације (GFR) је дијагностички тест функције бубрега. Смањена брзина GFR може бити знак затајења бубрега.